# Акабанэ-Ивабути (станция)
Станция Акабанэ-Ивабути (яп. 赤羽岩淵駅 акабанэ ивабути эки) — железнодорожная станция на линиях Намбоку и Saitama Rapid Railway, расположенная в специальном районе Кита в Токио. Станция обозначена номером N-19 на линии Намбоку. Между линиями возможно сквозное сообщение. На станции установлены платформенные раздвижные двери. Является единственной станцией на линии Сайтамского метрополитена с установленными платформенными раздвижными дверями.

## Планировка станции
Одна платформа островного типа и 2 пути.
| 1 | Линия Сайтама Стадиам | Хатогая・Хигаси-Кавагути・Урава-Мисоно |
| 2 | Линия Намбоку         | Комагомэ・Нагататё・Мэгуро・Хиёси      |

## Близлежащие станции
| «    |  | Линия                               |  | »               |
| ---- |  | ----------------------------------- |  | --------------- |
| Симо |  | Линия Намбоку Saitama Rapid Railway |  | Кавагути-Мотого |